# Коукал целебеський
Коука́л целебеський (Centropus celebensis) — вид зозулеподібних птахів родини зозулевих (Cuculidae). Ендемік Індонезії.

## Опис
Довжина птаха становить 42—51 см. Верхня частина голови сірувата, решта голови й верхня частина спини охристо-сірі, пера на них мають рудувато-коричневі стрижні. Решта верхньої частини тіла і крила рудувато-коричневі з легким пурпуровим відблиском. Нижня частина тіла світло-сіро-руда, живіт і гузка світло-рудувато-коричневі. Хвіст широкий, східчастий, рудувато-коричневий з пурпуровим відблиском. У молодих птахів забарвлення дещо світліше, верхня частина голови менш сіра, стернові пера вужчі. Райдужки червоні у дорослих птахів і сірі у молодих птахів. Дзьоб чорний з рогово-коричневим або жовтувато-білим кінчиком. Нижня частина і кінець дзьоба у молодих птахів світліші. Лапи чорні. У представників підвиду C. c. rufescens забарвлення більш руде, обличчя чорнувате.

## Підвиди

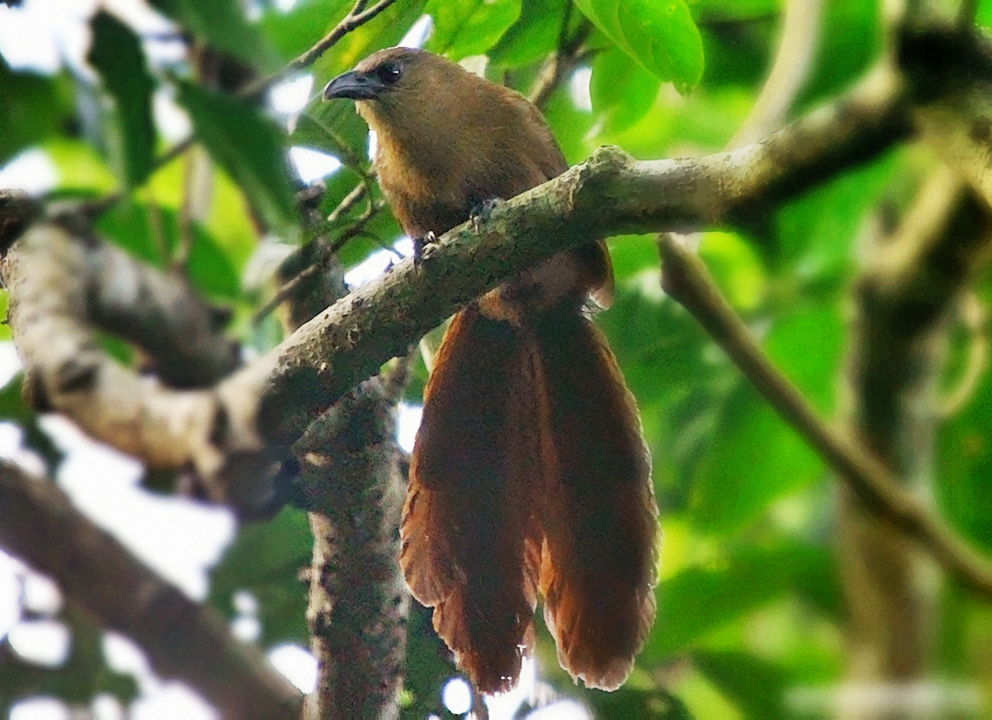
Целебеський коукал

Виділяють два підвиди:
- C. c. celebensis Quoy & Gaimard, 1832 — північне Сулавесі і острови Тогіан[en];
- C. c. rufescens (Meyer, AB & Wiglesworth, 1896) — центральне, південне і східне Сулавесі, острови Муна і Бутон.

## Поширення і екологія
Целебеські коукали мешкають на Сулавесі та на сусідніх островах. Вони живуть у вологих рівнинних і гірських тропічних лісах, на узліссях і в чагарникових заростях. Зустрічаються парами, на висоті до 1100 м над рівнем моря, ведуть переважно наземний спосіб життя. Живляться комахами та іншими безхребетними, яких шукають в підліску, а також плодами, 